# Heidi Lüdi (décoratrice)
Pour les articles homonymes, voir Ludi et Ludi (homonymie).
Ne doit pas être confondu avec Heidi Lüdi (alpinisme).
Heidi Lüdi, née Heidi Hürzeler le 31 mai 1949 à Bâle (Suisse), est une architecte de cinéma suisse.

## Biographie
Heidi Lüdi est l'épouse de son collègue, le chef décorateur Toni Lüdi avec qui elle est cofondatrice de la Deutsche Filmakademie, fondée en 2003.
Elle conçoit des décors pour la télévision et à partir de 1972 pour le cinéma. Des représentants du nouveau cinéma allemand, comme Wim Wenders (Faux Mouvement et Les Ailes du désir), Hans W. Geissendörfer (La Montagne magique, Marie) ou encore Reinhard Hauff (Endstation Freiheit, Le Couteau dans la tête), ont notamment travaillé avec elle.

## Filmographie partielle

### Au cinéma
- 1969 : Jonathan (de)
- 1975 : Faux Mouvement (Falsche Bewegung) de Wim Wenders
- 1975 : Au fil du temps (Im Lauf der Zeit) de Wim Wenders
- 1976 : L'Homme à tout faire (Der Gehülfe) de Thomas Koerfer
- 1977 : L'Ami américain de Wim Wenders
- 1978 : La Cellule en verre (Die gläserne Zelle) de Hans W. Geissendörfer
- 1978 : Le Couteau dans la tête (Messer im Kopf) de Reinhard Hauff
- 1979 : Im Herzen des Hurrican (de)
- 1980 : Endstation Freiheit de Reinhard Hauff
- 1981 : La Montagne magique (Der Zauberberg) de Hans W. Geissendörfer
- 1982 : Les cinq derniers jours (de) (Fünf letzte Tage)
- 1983 : Trauma
- 1983 : Die Schaukel (de)
- 1984 : La Petite Fille au tambour
- 1984 : Touché ! de Jeff Kanew
- 1984 : Big Mäc (de)
- 1987 : Les Ailes du désir (Der Himmel über Berlin) de Wim Wenders
- 1988 : L'Ours de Jean-Jacques Annaud
- 1991 : Herr Ober! (de)
- 1996 : Irren ist männlich (de)
- 1998 : Wer liebt, dem wachsen Flügel (de)
- 2003 : Et la nuit chante (Die Nacht singt ihre Lieder) de Romuald Karmakar
- 2010 : Vincent, ses amis et sa mer (Vincent will Mee) de Ralf Huettner

### À la télévision
- 1979 : Theodor Chindler (de) (série télévisée)
- 1995 : Um die 30 (de) (série télévisée)
- 1996 : Lukas (de) (série télévisée)

## Récompenses et distinctions
- Prix du film allemand 1982 (Deutscher Filmpreis 1982) : Meilleure conception de production (Bestes Szenenbild) pour La Montagne magique (partagé avec Toni Lüdi)

- (en) Heidi Lüdi: Awards, sur l'Internet Movie Database